# Bogićevići
Bogićevići (en serbe cyrillique : Богићевићи) est un village du centre du Monténégro, dans la municipalité de Danilovgrad.